# Bettina Fábián
Bettina Fábián,née le 13 décembre 2004 à Szeged, est une nageuse hongroise.

## Carrière sportive
Aux Championnats d'Europe juniors de natation 2021 à Rome, en juillet 2021, Fábián remporte l'or au relais 4×200 mètres nage libre et l'argent au 400 mètres nage libre, avec un temps de 4:10.16. En septembre, elle s'aligne pour les Championnats du monde juniors de natation en eau libre 2022 aux Seychelles où elle remporte l'or sur la distance de 10 kilomètres en eau libre avec un temps de 2 h 03 min 11,4 s.
En janvier 2023, elle s'entraine désormais à l'université d'État de Caroline du Nord. En juillet 2023, elle participe aux Championnats du monde à Fukuoka et y remporte l'argent au relais 5km par équipes avec un temps de 1 h 10 min 35,3 s.
En février 2024, elle ajoute à son palmarès une médaille de bronze avec le relais mixte hongrois lors des mondiaux de Doha. Elle participe aux Championnats d'Europe de natation de Belgrade en juin 2024, où elle remporte l'or en relais par équipes et le bronze au 5 km en eau libre. Elle participe au marathon de 10 km en eau libre aux Jeux olympiques d'été de 2024 à Paris et termine cinquième avec un temps de 2 h 4 min 16,9s.
En mai 2025, elle remporte deux titres aux Championnats d'Europe de nage en eau libre sur sprint par élimination et le relais mixte.

## Palmarès

### Championnats du monde
- Championnats du monde 2023 à Fukuoka :
  -  Médaille d'argent du relais 5 km par équipe mixte.
- Championnats du monde 2024 à Fukuoka :
  -  Médaille de bronze du relais 5 km par équipe mixte.

### Championnats d'Europe
- Championnats d'Europe 2024 à Belgrade :
  -  Médaille d'or du relais 5 km par équipe mixte.
  -  Médaille de bronze du 5 km.
- Championnats d'Europe 2025 à Stari Grad :
  -  Médaille d'or du relais 5 km par équipe mixte.
  -  Médaille de bronze du 5 km.

### Championnats d'Europe juniors
- Championnats d'Europe juniors 2021 à Rome :
  -  Médaille d'or du 3 km élimination.
  -  Médaille d'or du relais 4×200 mètres nage libre.